# FK Luč-Energija Vladivostok
Luč-Energija Vladivostok (rusky Ассоциация Футбольный клуб "Луч-Энергия" Владивосток) byl ruský fotbalový klub z města Vladivostok, hlavního města Přímořského kraje, který byl založen roku 1952, v oficiálních soutěžích hraje od roku 1958. Domácím hřištěm je stadion Dinamo s kapacitou 10 000 míst. V sezóně 2017/18 hrál ruskou druhou ligu.
V minulosti nesl název Luč Vladivostok. V roce 2003, kdy se stala hlavním sponzorem energetická společnost Dalněvostočnaja energetičeskaja kompanija, se název změnil na Luč-Energija Vladivostok.
Klubové barvy jsou modrá a žlutá.
Kvůli pandemii koronaviru klub vypověděl hráčům smlouvy a v dubnu 2020 skončil účinkování v profesionální soutěži.

## Odkazy

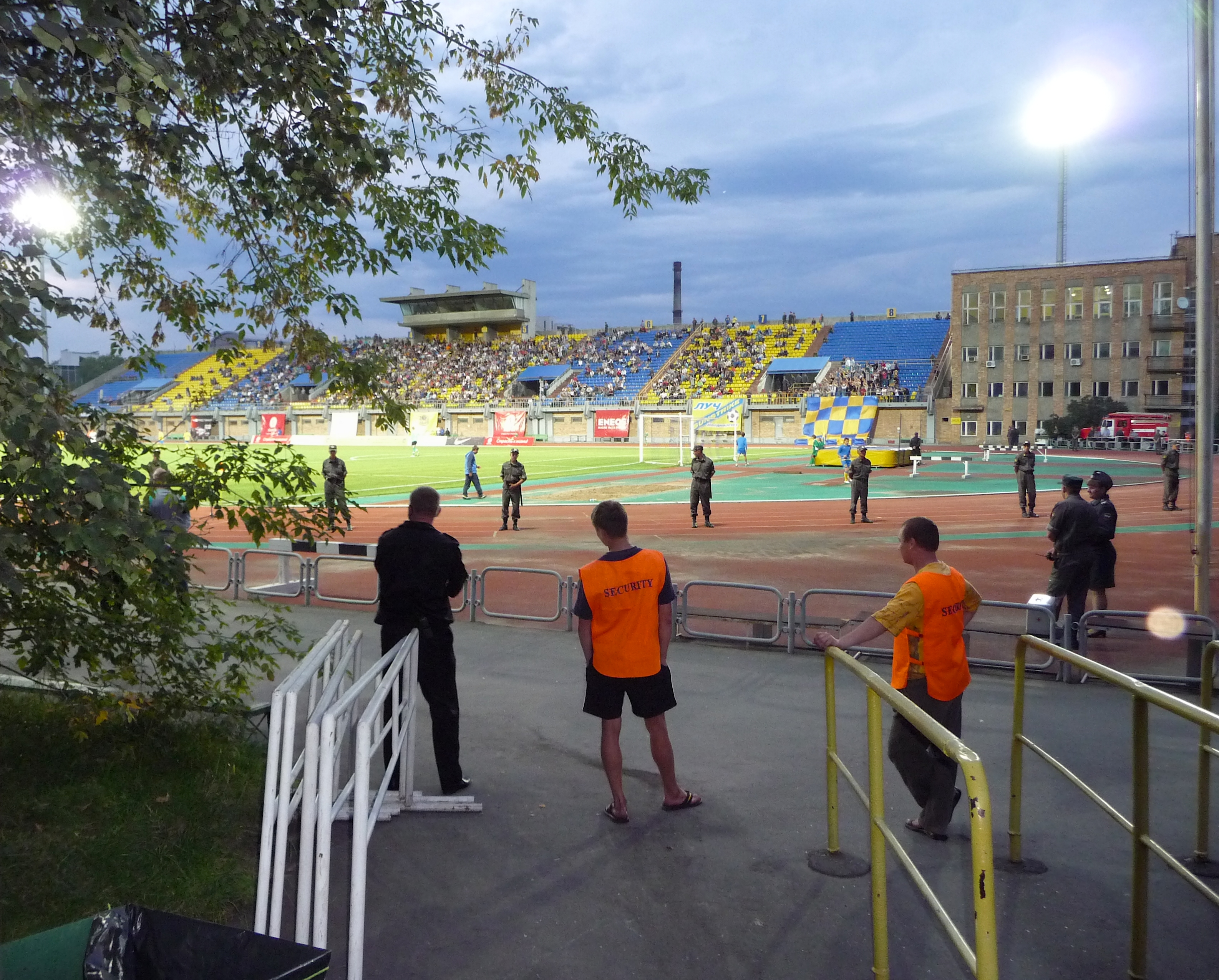
Stadion Dinamo ve Vladivostoku (2012)